# Cantone di Saint-Pierre-d'Oléron
Il Cantone di Saint-Pierre-d'Oléron era una divisione amministrativa dell'arrondissement di Rochefort.
A seguito della riforma approvata con decreto del 27 febbraio 2014, che ha avuto attuazione dopo le elezioni dipartimentali del 2015, è stato soppresso.

## Composizione
Comprendeva i comuni di:
- La Brée-les-Bains
- Saint-Denis-d'Oléron
- Saint-Georges-d'Oléron
- Saint-Pierre-d'Oléron